# Claro Open Colombia 2014
Claro Open Colombia 2014 byl tenisový turnaj pořádaný jako součást mužského okruhu ATP World Tour, který se hrál na otevřených dvorcích s tvrdým povrchem v areálu Centro de Alto Rendimiento. Konal se mezi 14. až 20. červencem 2014 v kolumbijském hlavní městě Bogotě jako 2. ročník turnaje.
Turnaj s rozpočtem 755 625 dolarů patřil do kategorie ATP World Tour 250. Nejvýše nasazeným hráčem ve dvouhře byla světová patnáctka Richard Gasquet z Francie, která skončila ve čtvrtfinále. Turnaj ovládli australští tenisté, když v singlu zvítězil Bernard Tomic, startující na divokou kartu, po finálové výhře nad obhájcem titulu Ivem Karlovićem. Deblovou trofej si odvezli jeho krajané Samuel Groth a Chris Guccione.

## Mužská dvouhra

### Nasazení
| Stát                            | Hráč                   | ATP1) | Nasazení |
| ------------------------------- | ---------------------- | ----- | -------- |
| Francie                         | Richard Gasquet        | 14.   | 1.       |
| Chorvatsko                      | Ivo Karlović           | 31.   | 2.       |
| Kanada                          | Vasek Pospisil         | 33.   | 3.       |
| Česko                           | Radek Štěpánek         | 37.   | 4.       |
| Kolumbie                        | Alejandro Falla        | 56.   | 5.       |
| Kolumbie                        | Alejandro González     | 72.   | 6.       |
| Austrálie                       | Matthew Ebden          | 78.   | 7.       |
| Dominikánská republika          | Víctor Estrella Burgos | 90.   | 8.       |
| Žebříček ATP k 7. červenci 2014 |                        |       |          |

### Jiné formy účasti
Následující hráči obdrželi divokou kartu do hlavní soutěže:
- Juan Sebastián Cabal
- Eduardo Struvay
- Bernard Tomic

Následující hráči postoupili z kvalifikace:
- Nicolás Barrientos
- Kevin King
- Juan Ignacio Londero
- James Ward

### Odhlášení
před zahájením turnaje
- Máximo González
- Dmitrij Tursunov

### Skrečování
- Matthew Ebden (poranění zápěstí

## Mužská čtyřhra

### Nasazení
| Stát                                                                       | Hráč              | Stát               | Hráč           | ATP1) | Nasazení |
| -------------------------------------------------------------------------- | ----------------- | ------------------ | -------------- | ----- | -------- |
| Kanada                                                                     | Vasek Pospisil    | Česko              | Radek Štěpánek | 42.   | 1.       |
| Mexiko                                                                     | Santiago González | Spojené státy      | Scott Lipsky   | 83.   | 2.       |
| Austrálie                                                                  | Samuel Groth      | Austrálie          | Chris Guccione | 100.  | 3.       |
| Spojené království                                                         | Ken Skupski       | Spojené království | Neal Skupski   | 137.  | 4.       |
| Žebříček ATP k 7. červenci 2014; číslo je součtem umístění obou členů páru |                   |                    |                |       |          |

### Jiné formy účasti
Následující páry obdržely divokou kartu do hlavní soutěže:
- Facundo Argüello /  Michael Quintero
- Carlos Salamanca /  Eduardo Struvay

Následující pár nastoupil do hlavní soutěže z pozice náhradníka:
- César Ramírez /  Bernard Tomic

### Odhlášení
před zahájením turnaje
- Xavier Malisse

## Přehled finále

### Mužská dvouhra
- Bernard Tomic vs.  Ivo Karlović, 7–6(7–5), 3–6, 7–6(7–4)

### Mužská čtyřhra
- Samuel Groth /  Chris Guccione vs.  Nicolás Barrientos /  Juan Sebastián Cabal, 7–6(7–5), 6–7(3–7), [11–9]